# Impresora de margarita
Una impresora de margarita es un tipo de impresora que produce texto de alta calidad, a veces conocida como impresora de calidad de carta (letter-quality printer) - en contraste con las impresoras matriciales de alta calidad, que imprimen con "casi calidad de carta" (near letter quality, NLQ). Había también, y aún existen, máquinas de escribir basadas en el mismo principio.
Esta impresora recibe su nombre debido a que el dispositivo que contiene los caracteres se asemeja a una flor de margarita. Los caracteres se encuentran en la orilla de cada uno de los "pétalos", que son sacados de posición a través del martinete que lo golpea sobre la cinta entintada, para que quede plasmado en la hoja. Estas impresoras están en desuso ya que solo imprimen textos y únicamente se puede cambiar la fuente si se cambia el disco. Su velocidad va de 50 hasta 200 caracteres por segundo. En general no son capaces de producir gráficos; sin embargo, con la configuración adecuada, es posible generar una imagen imprimiendo de a un punto por vez; algunos modelos podían lograr una resolución de 120 ppp. horizontal por 48 ppp. vertical.

## Mecanismo de impresión
El sistema utiliza una pequeña rueda con cada letra impresa en altorrelieve, en metal o plástico. La impresora gira la rueda para alinear la letra adecuada bajo un martillo que la golpea contra el papel, oprimiendo una cinta impregnada en tinta de impresión. En muchos aspectos, estas impresoras son similares a la máquina de escribir corriente, en la forma en que imprimen, aunque los detalles del mecanismo difieren. Debido a que la margarita tiene que girar para posicionar el carácter elegido después de cada impacto, la mayoría de estas impresoras eran más lentas que las matriciales. Como todas las impresoras de impacto sobre el papel eran muy ruidosas.
Algunas impresoras, especialmente, algunos de los últimos modelos de alta gama que aparecieron eran capaces de imprimir en negrita. Algunas lo hacían doblando o triplicando el impacto en el carácter que se quería conseguir en negrita, otras mediante control de precisión avanzaban ligeramente el carro para impactar una segunda vez y conseguir así un carácter más ancho y más oscuro, y otras lo que hacían era retornar el carro al principio de la línea y aprovechar, en este caso, la propia imprecisión de la impresora a la hora de impactar en el mismo lugar para conseguir el mismo efecto que una de control de precisión mucho más cara, si bien tenían el inconveniente de que al envejecer la impresora el texto en negrita se volvía más ancho.
También existían modelos que eran capaces de imprimir de forma bidireccional, es decir, aprovechaban el movimiento de retorno de carro para escribir la siguiente línea, ahorrando tiempo de impresión de esta forma.

## Popularidad

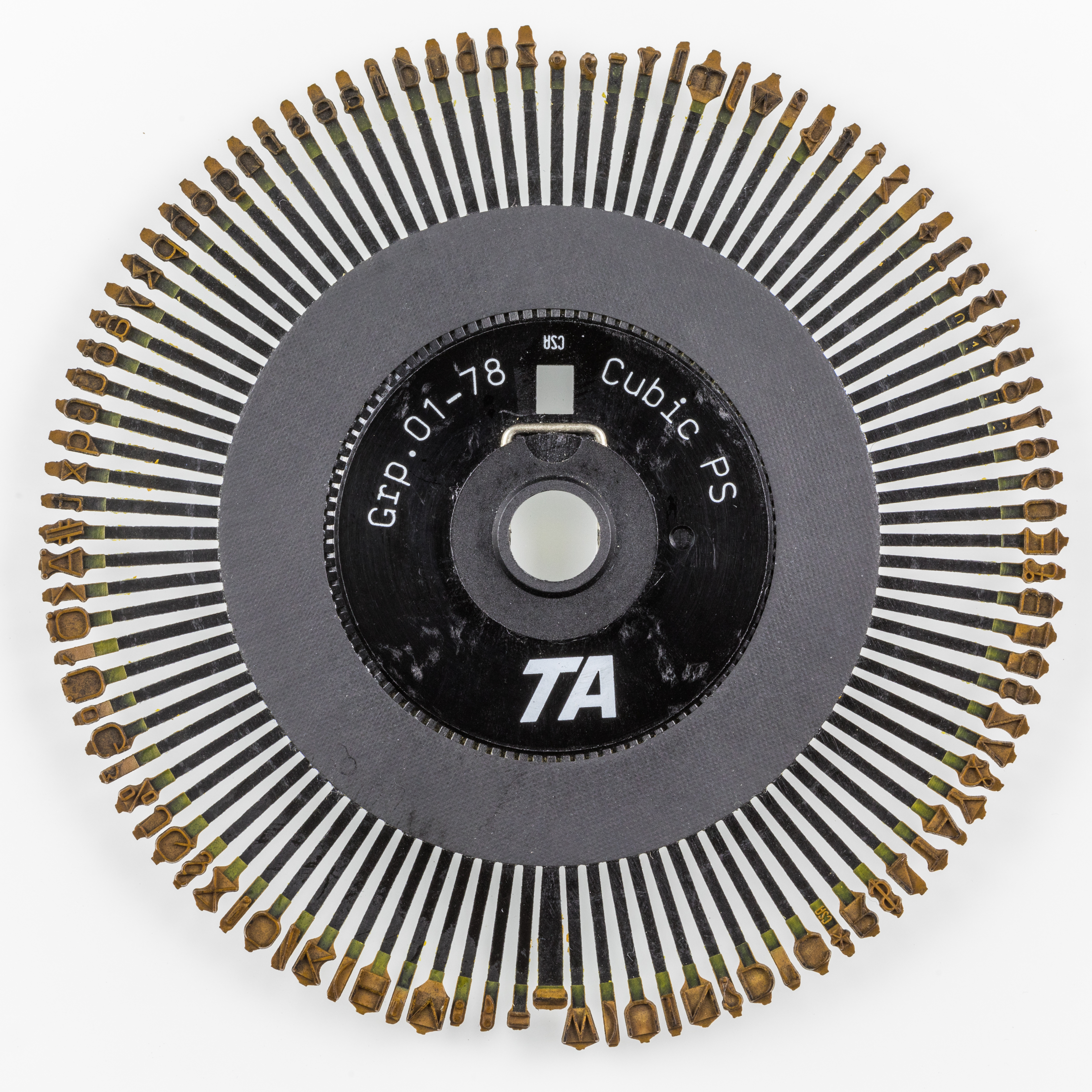
Detalle del mecanismo de impresión tipo margarita.

Las impresoras de margarita eran bastante comunes en los años 80, pero siempre fueron menos populares que las impresoras matriciales, debido a la capacidad de las últimas para producir gráficos y distintos tipos de letra. Con la introducción de las impresoras láser de alta calidad, y las impresoras de chorro de tinta a finales de dicha década, estos sistemas desaparecieron rápidamente de todos los mercados, excepto el de las máquinas de escribir.
Algunos apasionados aun mantienen en uso estas impresoras para imprimir líneas aisladas sin que la impresora expulse la hoja (cosa que haría una impresora de inyección o una láser) o para impresiones de alta calidad de etiquetas adhesivas, evitando los problemas que pueden dar en las impresoras modernas las etiquetas.